# The Beatles Anthology
The Beatles Anthology è un progetto multimediale sulla storia del gruppo musicale britannico The Beatles, pubblicato tra il 1995 ed il 2000, comprendente un documentario, tre doppi CD ed un libro. In esso sono raccolti una serie di interviste e documentari, recuperati da programmi televisivi in onda in Regno Unito, Stati Uniti d'America (ITV, ABS) e oltre, un'antologia introspettiva dei Beatles richiamante anche parti narrative della loro storia raccontate sia direttamente, che attraverso battute e scene durante i loro concerti.
In questa raccolta vi sono elementi che richiamano molto gli esperimenti effettuati, quali arrangiamenti di canzoni R&B, continue prove riportate fedelmente con tanto di errori e stonature da sala prove, assoli e ritmi già sperimentati o riadattati, nei primi anni di attività del gruppo.

## Il documentario
Progettata e realizzata in dieci anni per la durata di dieci ore, la docu-serie è divisa in otto episodi e narra la storia del gruppo dalle origini nella Liverpool degli anni cinquanta ai giorni di Let It Be, con materiale di archivio spesso inedito o raro, e interviste realizzate appositamente per la serie, rese da Paul McCartney, George Harrison e Ringo Starr, nonché interviste di repertorio concesse da John Lennon.
La docu-serie è stata acquistato e trasmessa da 94 paesi. Per l'Italia è stato acquistata dalla Rai, e trasmessa in tre serate nel dicembre 1996 in una versione di otto ore, leggermente ridotta rispetto all'originale, e con doppiaggio ad opera di alcuni personaggi televisivi dell'epoca come Fabrizio Frizzi (voce di Paul McCartney), Claudio Amendola (John Lennon), Zap Mangusta (George Harrison), e Piero Chiambretti (Ringo Starr).

## Puntate
Ogni episodio della serie si apre con sottofondo la canzone Help!.
Tutte le canzoni sono state scritte da Lennon e McCartney, eccetto dove è indicato.

### Primo episodio: luglio 1940 - marzo 1963
1. Liverpool: The Childhood Years [7:35]
  - In My Life - immagini varie dei Beatles negli anni.
2. Discovering Rock & Roll [11:23]
3. John, Paul & George – The Beginning of The Beatles [5:21]
4. First Recordings 1958–1960 [2:55]
5. Stuart Sutcliffe [3:20]
6. Early Tours [6:59]
7. Pete Best [2:07]
8. Hamburg [13:16]
9. Growing Pains [1:09]
10. Stuart Sutcliffe Leaves [2:08]
  - I'm Down
  - FBI — dei Shadows
11. The Cavern [4:08]
  - Long Tall Sally (Johnson-Blackwell-Penniman)
  - Kansas City (Leiber-Stoller)
12. Decca Sessions [1:28] (Audizioni registrate alla Decca Studios, Londra, 1º gennaio 1962)
  - Three Cool Cats (Leiber-Stoller) — George Harrison alla voce e Pete Best alla batteria.
  - The Sheik of Araby (Smith-Wheeler-Snyder) — George Harrison alla voce and Pete Best alla batteria.
  - Bésame mucho (Velazquez-Skylar) — Paul McCartney alla voce e Pete Best alla batteria.
13. George Martin [1:40]
  - Lo storico produttore dei Beatles parla del loro primo incontro e del contratto discografico
14. Ringo Arrives [4:44]
  - Some Other Guy (Leiber-Stoller-Barrett) — video raro di una delle prime performance con il neomembro Ringo alla batteria alla caverna
15. Love Me Do [3:13]
16. Please Please Me – "We're No. 1" [7:27]
  - How Do You Do It? (Murray)
  - Audio della performance di Mitch Murray
  - Video della performance di Gerry & the Pacemakers
  - Reinterpretata dai Beatles e registrata negli Abbey Road Studios il 4 settembre 1962
  - Please Please Me - eseguita nel 1964 al The Ed Sullivan Show
  - Leave My Kitten Alone (John-Turner-McDougal) — Demo del 14 agosto 1964 agli Abbey Road Studios, eseguita durante i titoli di coda.

### Secondo episodio: marzo 1963 - febbraio 1964
1. Racing Up the Ladder [11:02]
  - I'll Be on My Way – Radio out-take.
  - Lonesome Tears in My Eyes (Burnette-Burnette-Burlinson-Jerome) – Radio out-take.
  - That's All Right, Mama (Crudup) – Radio outtake.
  - If You’re Irish, Come into the Parlour (Glenville-Miler) – eseguita da John Lennon
  - Look Who It Is (Schroeder-Hawker) – eseguita da Helen Shapiro
  - Thank You Girl
  - Spezzoni tratte dalle registrazioni dell'album Please Please Me: I Saw Her Standing There – Misery – Anna (Go to Him) (Alexander) – Chains (Goffin-King) – Boys (Dixon-Farrell) – Ask Me Why – Please Please Me – Love Me Do – P.S. I Love You – Baby It's You (David-Williams-Bacharach) – Do You Want to Know a Secret – A Taste of Honey (Scott-Marlow) – There's a Place
2. Twist and Shout (Medley-Russell)
3. Touring Britain – 1963 [11:30]
  - Oh, Pretty Woman (Orbison-Dees) – eseguita da Roy Orbison
  - From Me to You
  - There's a Place
  - It Won't Be Long
  - She Loves You
4. London – 1963 [4:01]
  - I Wanna Be Your Man (eseguita dai The Rolling Stones) — "We virtually finished it in front of them because they needed a record" (John)
  - I Wanna Be Your Man — "They did it first – we did it with Ringo after" (John)
5. Early Television Appearances [3:45]
  - Dal Big Night Out TV Show.
  - Immagini dalla performance al Morecambe and Wise, registrata all'ATV's Elstree TV studio's il 2 dicembre 1963, ed il 18 aprile 1964
  - Moonlight Bay (Madden-Wenrich)
  - I Like It (Murray) – eseguita da Eric Morecambe
6. Voice clips from Abbey Road Studios [4:56]
  - Collage di alcuni spezzoni di tracce scartate: One After 909 – I Saw Her Standing There – This Boy – I Should Have Known Better – Tell Me Why – I Want to Hold Your Hand – I'll Be Back – Mr. Moonlight (Johnson) – No Reply – What You're Doing
7. Reflections on Sudden Fame [5:13]
  - This Boy
8. Beatlemania [4:41] (Esecuzione del gruppo al Drop In TV show, Svezia, 3 novembre 1963)
  - I Saw Her Standing There
  - Long Tall Sally (Johnson-Penniman-Blackwell)
9. Royal Variety Performance [9:43] (Performance al Prince of Wales Theatre, 4 novembre 1963, il 10 novembre 1963)
  - Commento di John Lennon sul suo "gioiello" Twist and Shout: "For our last number, I'd like to ask your help. Would the people in the cheaper seats clap your hands, and the rest of you, if you'd just rattle your jewelry".
  - From Me to You
  - Till There Was You (Wilson)
  - Twist and Shout (Russell-Medley)
10. With the Beatles [9:39]
  - All My Loving – eseguita quando John disse: "We wanted to give people their money's worth with our records. Our policy was to put 14 tracks a side – it was brand new and never put singles on the albums. Everybody else who had a hit single made an album around it."
  - Please Mr. Postman (Dobbins-Garrett-Gorman-Holland-Bateman)
  - Roll Over Beethoven (Berry) – eseguita durante lo speciale Around The Beatles ITV, 28 aprile 1964
  - I Want to Hold Your Hand
11. Olympia Theatre, Paris – 1964 [1:22] (L'arrivo dei Beatles al Le Bourget Airport, Parigi, il 14 gennaio 1964)
12. I Want to Hold Your Hand Reaches No. 1 in The U.S. [5:50]
  - I Want to Hold Your Hand – eseguita durante il video dell'arrivo dei Beatles al London Heathrow Airport, il 7 febbraio 1964
  - One After 909 – eseguita durante i titoli di coda

### Terzo episodio: febbraio - luglio 1964
1. Arrival In The U.S. – February 1964 [10:00]
  - Montaggio dell'arrivo dei Beatles al John F. Kennedy International Airport di New York, 7 febbraio 1964
  - Pride and Joy (Whitfield-Gaye-Stevenson) - eseguita da Marvin Gaye
  - Conversazione telefonica di Brian Matthew della BBC radio al gruppo
2. First Appearance on The Ed Sullivan Show [3:55]
  - All My Loving – prima esibizione dei Beatles al The Ed Sullivan Show a New York, 9 febbraio 1964.
  - Paul ricordando: “It's still supposed to be the largest viewing audience ever in the States”.
  - Video di un telegramma di congratulazioni a Elvis Presley e al colonnello Tom Parker
  - George commenta: "... they said there was the least reported, or no reported crime. Even the criminals had a rest for ten minutes while we were on."
3. The Coliseum Concert – Washington D.C. [10:29] (Performance dei Beatles al Washington Coliseum, 11 febbraio 1964)
  - She Loves You
  - I Saw Her Standing There
  - Please Please Me
4. Reception at the British Embassy [1:08] (Recezione dei Beatles al British Embassy di Washington, 11 febbraio 1964)
5. Miami Beach [3:00]
  - I'll Follow the Sun – eseguita durante un montaggio della visita dei Beatles a Miami Beach in Florida
6. Second Appearance on The Ed Sullivan Show [3:54] (esecuzione al The Ed Sullivan Show Miami, 16 febbraio 1964)
  - This Boy – dalla seconda performance dei Beatles al The Ed Sullivan Show
7. Return to England [1:59]
  - I Want to Hold Your Hand – Immagini del ritorno del gruppo in Inghilterra ed il loro incontro all'aeroporto di Londra il 22 febbraio 1964
8. "They're Going to Put Us in the Movies" [2:56]
  - Spezzoni dalla commedia Running Jumping Standing Still, di Richard Lester
9. A Hard Day's Night [10:54] (spezzoni dal film del 1964)
  - A Hard Day's Night
  - I Should Have Known Better
  - If I Fell
  - Can't Buy Me Love
10. In His Own Write [3:00]
  - tratto dal programma TV Not Only... But Also, dove John Lennon presentò il suo libro In His Own Write
  - Fotografie del The Daily Howl
11. World Tour 1964 [14:45]
  - Tratto da un'intervista di Derek Taylor durante una visita in Turchia accompagnato da Brian Epstein mentre scriveva A Cellarful of Noise.
12. World Premiere of A Hard Day's Night [2:14]
  - Discussione sulla temporanea sostituzione di Ringo Starr da parte di Jimmie Nicol durante il World Tour 1964.
  - Long Tall Sally (Johnson-Blckwell-Penniman) – Esibizione live del gruppo durante una visita nei Paesi Bassi il 5 giugno 1964.
  - I'll Be Back - Eseguita durante una visita del gruppo nei Paesi Bassi e l'arrivo ad Hong Kong l'8 giugno 1964
  - Any Time at All – Eseguita durante l'arrivo dei Beatles a Sydney, 11 giugno 1964
  - Esibizione al Festival Hall di Melbourne, 17 giugno 1964
  - All My Loving
  - You Can't Do That
13. Liverpool Homecoming [5:42]
  - Things We Said Today – Eseguita durante il ritorno dei Beatles a Liverpool il 10 luglio 1964
  - I'll Be Back (Demo version) – Eseguita durante i titoli di coda

### Quarto episodio: agosto 1964 - agosto 1965
1. First Major U.S. Tour – Summer, 1964 [9:12]
  - Rock and Roll Music (Berry)
  - Concerto dei Beatles all'Hollywood Bowl, 23 agosto 1964
  - All My Loving
  - She Loves You
2. Meeting Bob Dylan [3:01]
  - Una discussione sulla musica di Bob Dylan.
  - Esecuzioni dal vivo di Bob Dylan
  - The Times They Are a-Changin' (Dylan)
  - A Hard Rain's A-Gonna Fall (Dylan)
3. The Pressures of Touring [6:13]
  - Slow Down (Williams) - Eseguita durante il ritorno dei Beatles in America, fotografati all'aeroporto di Londra il 21 settembre 1964.
4. Feedback – I Feel Fine [3:50]
  - I Feel Fine – Il gruppo discute degli effetti sonori come i feedback nella loro musica
5. Beatles for Sale [8:49]
  - Kansas City/Hey, Hey, Hey, Hey (Leiber-Stoller/Penniman) – esecuzione live al Shindig! TV Show, Londra
  - I'm a Loser – Concerto al Palais des Sports, Parigi
  - Everybody's Trying to Be My Baby (Perkins) – Concerto al Palais des Sports, Parigi
6. Help! [14:27] (spezzoni dal film del 1965)
  - Another Girl
  - The Night Before
  - You're Going to Lose That Girl
  - You've Got to Hide Your Love Away
  - Help! (Live al Big Night Out, Blackpool)
7. Yesterday [5:09]
  - Esecuzioni al programma tv Big Night Out di Blackpool, apparizione del gruppo per promuovere l'album Help!, registrata il 1º agosto 1965 dall'ABC Theatre di Blackpool.
  - Yesterday
  - I'm Down
8. NME Poll Winners' Concert – 11 April 1965 [2:00]
  - I Feel Fine
  - She's a Woman
9. George Talks About His Songs [4:07]
  - Act Naturally (Russell-Morrison) (Live al Big Night Out)
10. Ticket to Ride [2:44]
  - Ticket to Ride - tratto dalle 2 versioni della canzone, la prima dal vivo a Blackpool e la seconda per la promozione del film.
11. The Beatles Receive The MBE From The Queen [11:01]
  - Eight Days a Week - eseguita durante la nomina dei Beatles come MBE da parte della regina Elisabetta II a Buckingham Palace
  - If You've Got Trouble (Take 1) - eseguita durante i titoli di coda.

### Quinto episodio: agosto 1965 - luglio 1966
1. Shea Stadium Concert – 15 August 1965 [15:37] (Concerto dei Beatles allo Shea Stadium di New York, 15 agosto 1965)
  - Twist and Shout (Russel-Medley)
  - I Feel Fine
  - Baby's in Black
  - I'm Down
  - Help!
2. Meeting Elvis Presley [5:04]
  - Mohair Sam (Frazier) - Eseguita da Charlie Rich
  - Hound Dog (Leiber-Stoller) - Ultime note della canzone eseguite da Elvis Presley
3. More Tour Pressure [2:31]
  - Run for Your Life
4. New Musical Directions – Rubber Soul and Revolver [8:20]
  - In My Life (Take 3) – Eseguita durante un discorso sulla band riguardo al loro nuovo stile musicale
  - Drive My Car (Take 4) – Nowhere Man (Take 4) - Un collage di foto e momenti del gruppo durante le sessioni di registrazione dell'album Rubber Soul
  - Norwegian Wood (This Bird Has Flown) (Take 1) - Eseguita durante lo scorrimento di un collage fotografico di momenti differenti del gruppo durante la registrazione di questa canzone.
  - Nowhere Man (Take 4) - Eseguita durante una discussione di Paul sulla foto della copertina di Rubber Soul.
5. Yellow Submarine [3:40]
  - Yellow Submarine (Take 5) - Collage di immagini del film Yellow Submarine con un crossover di immagini a tecnica mista del gruppo in carne ed ossa.
  - Taxman (Harrison) (Take 12) - Collage fotografico di diversi momenti della band durante la registrazione della canzone ed una discussione di George sulla canzone stessa.
6. Tomorrow Never Knows [1:27]
7. Technical Limitations in the Studio [2:56]
  - Nowhere Man - Concerto del gruppo al Circus Crone, Monaco di Baviera, 24 giugno 1966
8. LSD (3:15)
  - Doctor Robert (Take 7)
9. Day Tripper [3:15]
  - Day Tripper - Eseguita durante uno spot pubblicitario della canzone in un film
10. We Can Work It Out [2:47]
  - We Can Work It Out (Take 2) - spot pubblicitario della canzone in un film
11. Taped TV Promotional Films [1:34]
  - I'm Looking Through You
12. Paperback Writer [2:55]
  - Paperback Writer (Take 2) - Foto montaggio della promozione della canzone in un film
13. Rain [3:02]
  - Rain (Take 7) - Foto montaggio della promozione della canzone in un film
14. World Tour 1966 [15:24]
  - Got to Get You into My Life – Eseguita durante l'arrivo dei Beatles al Haneda Airport di Tokyo 30 giugno 1966
  - Concerto dei Beatleas al Nippon Budokan di Tokyo on 30 giugno 1966
  - Rock and Roll Music (Berry)
  - Paperback Writer
  - Yesterday
  - The Word – Eseguita durante un video del conflitto nelle Filippine
  - And Your Bird Can Sing (Take 2) - Eseguita durante i titoli di coda.

### Sesto episodio: luglio 1966 - giugno 1967
1. Trouble in the Philippines [8:35]
  - The Word
2. Eleanor Rigby [9:25]
  - Eleanor Rigby - Esecuzione solista di Paul con quella del gruppo
  - Conferenza stampa di Brian Epstein a New York il 6 agosto 1966 con un'intervista di John Lennon sull'Evening Standard
  - Conferenza stampa dei Beatles a Chicago l'11 agosto 1966 quando John parla del fatto di essere popolari ancora più di Gesù
  - I'm Only Sleeping
3. Touring Takes It Toll [2:35]
4. The Last Concert – San Francisco, 29 August 1966 [4:52]
  - For No One - Eseguita durante un montaggio dei concerti del gruppo negli anni passati.
5. Individual Directions [5:44]
  - Spezzoni dal film Come ho vinto la guerra con la partecipazione di John
  - Un video di una visita in Spagna di Ringo e John durante i giorni delle riprese del film
  - Montaggio delle sei settimane in India di George.
  - Spezzoni del film The Family Way
  - Sigla da The Family Way (McCartney) - Eseguita dai The Tudor Minstrels
  - Love in the Open Air (McCartney-Martin) - Eseguita dai Tudor Minstrels
6. The Making of Strawberry Fields Forever [5:50]
  - Strawberry Fields Forever
7. Penny Lane [5:17]
  - Penny Lane
  - Release Me (Miller-Williams-Yount) – Eseguita da Engelbert Humperdinck
8. Sgt. Pepper's Lonely Hearts Club Band [5:35]
  - Sgt. Pepper's Lonely Hearts Club Band
  - With a Little Help from My Friends
  - Being for the Benefit of Mr. Kite!
9. A Day in the Life [10:08]
  - A Day in the Life
  - Sgt. Pepper's Lonely Hearts Club Band (Reprise)
10. Reaction to Sgt. Pepper's [3:07]
  - Spezzone dall'esecuzione del brano reinterpretato da Jimi Hendrix al Festival dell'Isola di Wight il 31 agosto 1970
11. Drugs Reflect The Times [4:38]
12. Baby You're a Rich Man [5:03]
  - Baby You're a Rich Man
  - Strawberry Fields Forever (Take 1) - Eseguita durante i titoli di coda.

### Settimo episodio: giugno 1967 - luglio 1968
1. Satellite Broadcast of All You Need Is Love [10:10]
  - All You Need Is Love - Esecuzione del brano dal programma televisivo Our World, 25 giugno 1967
2. Meeting The Maharishi [4:17]
3. Brian Epstein's Death [8:16]
  - You've Got to Hide Your Love Away (Take 5) - immagini del manager dei Beatles Brian Epstein, morto il 27 agosto 1967.
4. Magical Mystery Tour [10:05] (Spezzoni tratti dal film del 1967)
  - Magical Mystery Tour
  - You Made Me Love You (I Don't Want to Do It) (McCarthy-Monaco) - Eseguita da Jessie Robbins e dai passeggeri presenti nell'autobus del film
  - The Fool on the Hill
  - Your Mother Should Know
  - Flying (strumentale) (Lennon–McCartney–Harrison–Starkey)
5. I Am The Walrus
  - I Am The Walrus - Dal film Magical Mystery Tour
6. Hello Goodbye [3:45]
  - Hello Goodbye - esecuzione del brano per una promozione del The Ed Sullivan Show.
7. The Apple Boutique [2:20]
8. Rishikesh, India [8:42]
  - Across the Universe - (Take 2)
  - Dear Prudence
  - I Will (Take 1)
  - Dera Dhun (Harrison) - Eseguita da George Harrison
  - Everybody's Got Something to Hide Except Me and My Monkey
9. Apple Records [7:58] (Montaggio della conferenza stampa del gruppo a New York, 14 maggio 1968)
  - Sour Milk Sea (Harrison) - eseguita da Jackie Lomax
  - Something In the Way She Moves (Taylor) - eseguita da James Taylor
  - Maybe Tomorrow (Evans) - eseguita dai Iveys
  - No Matter What (Ham) - eseguita dai Badfinger
  - Goodbye (Lennon–McCartney) - eseguita da Mary Hopkin
10. Lady Madonna [2:26]
11. Yellow Submarine [4:05] (Spezzoni tratti dal film animato del 1968)
  - Yellow Submarine
  - All Together Now
12. John Meets Yoko Ono [6:23]
  - Happiness Is a Warm Gun - (Esher Demo)
  - Unfinished Music No.1 - Two Virgins (Lennon-Ono) eseguita da John Lennon e Yōko Ono
  - While My Guitar Gently Weeps (Harrison) (Demo acustico) - eseguita durante i titoli di coda

### Ottavo episodio: luglio 1968 - lo scioglimento
1. The White Album [9:23]
  - Yer Blues – Blackbird – What's the New Mary Jane – Ob-La-Di, Ob-La-Da – Good Night – Rocky Raccoon – Sexy Sadie – While My Guitar Gently Weeps (Harrison) – Mother Nature's Son - Piggies – I Will – Julia – Why Don't We Do It in the Road? – I'm So Tired – Don't Pass Me By (Starkey) - Collage musicale delle sessioni di registrazione dell'album The Beatles
2. Revolution [3:21]
3. The Apple Boutique Closes [1:52]
4. Hey Jude [8:27] (Spezzoni della performance dei Beatles al Frost on Sunday, 8 settembre 1968)
  - Sigla del programma condotto da David Frost (Martin)
  - Hey Jude
5. Recording At Twickenham Studios [9:52]
  - I've Got a Feeling - Eseguita AL Twickenham Film Studios
  - For You Blue (Harrison) - Apple Recording Studio, Savile Row, Londra
6. Billy Preston Sits In [2:59]
  - Get Back
7. The Long and Winding Road [3:49]
8. The Rooftop Concert, 30 January 1969 [10:03]
  - Don't Let Me Down
  - Get Back
  - Wedding Bells Are Breaking Up (That Old Gang Of Mine) (Fain-Kahal-Raskin) - Eseguita da Paul McCartney durante la serie Anthology.
9. Let It Be [4:08]
10. Paul Marries Linda, John Marries Yoko [2:57]
11. The Ballad of John and Yoko [2:55]
12. Comments On The Break-Up Of The Band [5:28]
13. Abbey Road [8:56]
  - Something (Harrison)
  - Golden Slumbers – Octopus's Garden (Starkey) – Here Comes the Sun (Harrison) – Come Together (Lennon) - Collage musicale delle foto delle sessioni di registrazioni in studio dell'album Abbey Road.
  - Because - The End - Ultime immagini dei Beatles insieme, 22 agosto 1969
14. Free as a Bird [7:49]
  - Free as a Bird (Lennon/Lennon–McCartney–Harrison–Starkey) - videoclip
  - Collage musicale dei demo delle seguenti canzoni - I Saw Her Standing There – Got to Get You into My Life – Misery – Sie Liebt Dich – And I Love Her – Being for the Benefit of Mr. Kite! - Rocky Raccoon – All You Need Is Love - Eseguite durante i titoli di coda.

### Contenuti speciali nel DVD
- Recollections - Giugno 1994 [16:51]
- Compiling The Anthology Albums [10:48]
- Back At Abbey Road - Maggio 1995 [14:51]
- Recording Free as a Bird and Real Love [10:57]
- Production Team [13:03]
- Making of Free as a Bird [11:12]
- Real Love (Videoclip) [4:07]
- Credits [0:57]

## Riconoscimenti
- BAFTA 1996: Miglior Sonoro (Howie Nicol, Richard King, Andy Matthews, Danny Longhurst)
- 3 nomination al Premio Emmy 1996:
  - Miglior Realizzazione Individuale - Programma d'Informazione (Andy Matthews (montaggio))
  - Miglior Realizzazione Individuale - Programma d'Informazione (Andy Matthews, Danny Longhurst (sonoro))
  - Miglior Serie d'Informazione (Neil Aspinall, Chips Chipperfield, Geoff Wonfor, Bob Smeaton)
- Premio Grammy 1997: Miglior Lungometraggio Musicale (George Harrison, John Lennon, Paul McCartney, Ringo Starr, Bob Smeaton, Geoff Wonfor, Chips Chipperfield, Neil Aspinall)